# Деніел Натанс
Деніел Натанс (англ. Daniel Nathans; 30 жовтня 1928, Вілмінгтон, Делавер, США — 16 листопада 1999, Балтимор) — американський мікробіолог, лавреат Нобелівської премії в галузі медицини та фізіології 1978 року. Президент Університету Джонса Гопкінса (1995—1996).

## Біографія
Деніел Натанс народився 30 жовтня 1928 року в Уілмінгтоні (штат Делавер) в сім'ї єврейських іммігрантів. З дев'яти дітей він був наймолодшою дитиною. Під час Великої депресії його батько втратив свій бізнес і тривалий час був безробітним. Натанс закінчив публічну школу, а потім Університет Делаверу, де вивчав хімію, філософію та літературу. Він отримав ступінь доктора в Вашингтонському університеті в Сент-Луїсі у 1954 році.
У 1978 році Деніел Натанс, інший американський мікробіолог Гемілтон Сміт і швейцарський мікробіолог і генетик Вернер Арбер отримали Нобелівську премію у галузі медицини та фізіології за відкриття рестриктаз. Натанс першим застосував рестриктази, виявлені й охарактеризовані Смітом і Арбером, у генетичних дослідженнях вірусу SV40 (Simian virus 40).
Деніел Натанс був президентом Університету Джонса Гопкінса в 1995—1996 роках. У 1999 році у Медичній школі Університету Джона Хопкінса заснували Інститут медичної генетики МакКусака-Натанса, а в 2005 році ім'ям Натанса був названий один з 4 коледжів університету.